# Friedrich Wilhelm Georg Ackermann
Friedrich Wilhelm Georg Ackermann (* 3. November 1767 in Lübz; † 4. Dezember 1836 in Bützow) war ein deutscher Verwaltungsjurist und Bürgermeister von Bützow.

## Leben
Friedrich Wilhelm Georg Ackermann war ein Sohn des Kanzleisekretärs Georg Ackermann († 15. August 1817). Nach dem Besuch der Domschule Güstrow studierte er ab Oktober 1789 Rechtswissenschaften an der Universität Rostock.
1795 wurde er als Advokat an der herzoglichen Justizkanzlei in Schwerin zugelassen. 1798 wurde er zum Stadtrichter und Bürgermeister in Bützow berufen. Ackermann war bis zu seinem Tod Bürgermeister in Bützow.
Seit dem 6. Februar 1799 war er verheiratet mit Charlotte, geb. Siggelkow, einer Tochter des Schweriner Geheimen Kanzleirats Friedrich Wilhelm Christoph Siggelkow († 13. Januar 1808). Das Paar hatte einen Sohn, Friedrich, der später Vizepräsident des Mecklenburgischen Oberappellationsgerichts in Rostock wurde. 1809 wurde Ackermann vom Herzog Friedrich Franz zu Hofrat ernannt. Von 1810 bis 1818 verwaltete er zugleich die Geschäfte des Amtsgerichts Rossewitz. Ackermann starb 1836 in Bützow.

## Auszeichnungen
- 1809: Titel Hofrat